# Antaioserpens warro
Genre
Espèce
Synonymes
- Cacophis warro De Vis, 1884
- Simoselaps warro (De Vis, 1884)
- Pseudelaps albiceps Boulenger, 1898
- Denisonia rostralis De Vis, 1911
- Rhynchelaps fuscicollis Lönnberg & Andersson, 1915

Antaioserpens warro, unique représentant du genre Antaioserpens, est une espèce de serpents de la famille des Elapidae.

## Répartition
Cette espèce est endémique du Queensland en Australie. 

## Description
C'est un serpent ovipare et venimeux.

## Étymologie
Son nom d'espèce lui a été donné en référence au lieu de sa découverte, Warro Station.

## Publications originales
- De Vis, 1884 : Descriptions of a new snake with a synopsis of the genus Hoplocephalus. Proceedings of the Royal Society of Queensland, vol. 1, p. 138-140 (texte intégral).
- Wells & Wellington, 1985 : A classification of the Amphibia and Reptilia of Australia. Australian Journal of Herpetology, Supplemental Series, vol. 1, p. 1-61 (texte intégral).